# 水酸化鉛(II)
水酸化鉛(II)（すいさんかなまり に、lead(II) hydroxide）は、化学式 Pb(OH)2 で表される無機化合物で、鉛の水酸化物である鉛イオンと水酸化物イオンからなる物質である。単に水酸化鉛と呼ばれることも多い。CAS登録番号は19783-14-3。

## 性質
常温では無色無臭。水には溶けづらい。水溶液はアルカリ性である。145°Cで分解して水を失い、一酸化鉛になる。強熱するとヒュームとして発生するため危険とされる。鉛と同様の発癌性があり、鉛中毒を引き起こす可能性がある。

## 製法
硝酸鉛(II) を水に溶かし水酸化ナトリウムを加えると発生する。水に溶けづらいため沈澱する。
Pb(NO
3)
2 + 2NaOH  →  Pb(OH)
2↓ + 2NaNO
3

## 利用
過硫酸カリウムを加えてpH 12–13、30–60°Cで攪拌し、80°Cに加熱した後に濾過し、取り出した物質を90°Cで加熱すると、二酸化鉛が生成する。
K
2S
2O
8 + Pb(OH)
2  →  PbO
2 + H
2O + K
2S
2O
7